# 鯱バス

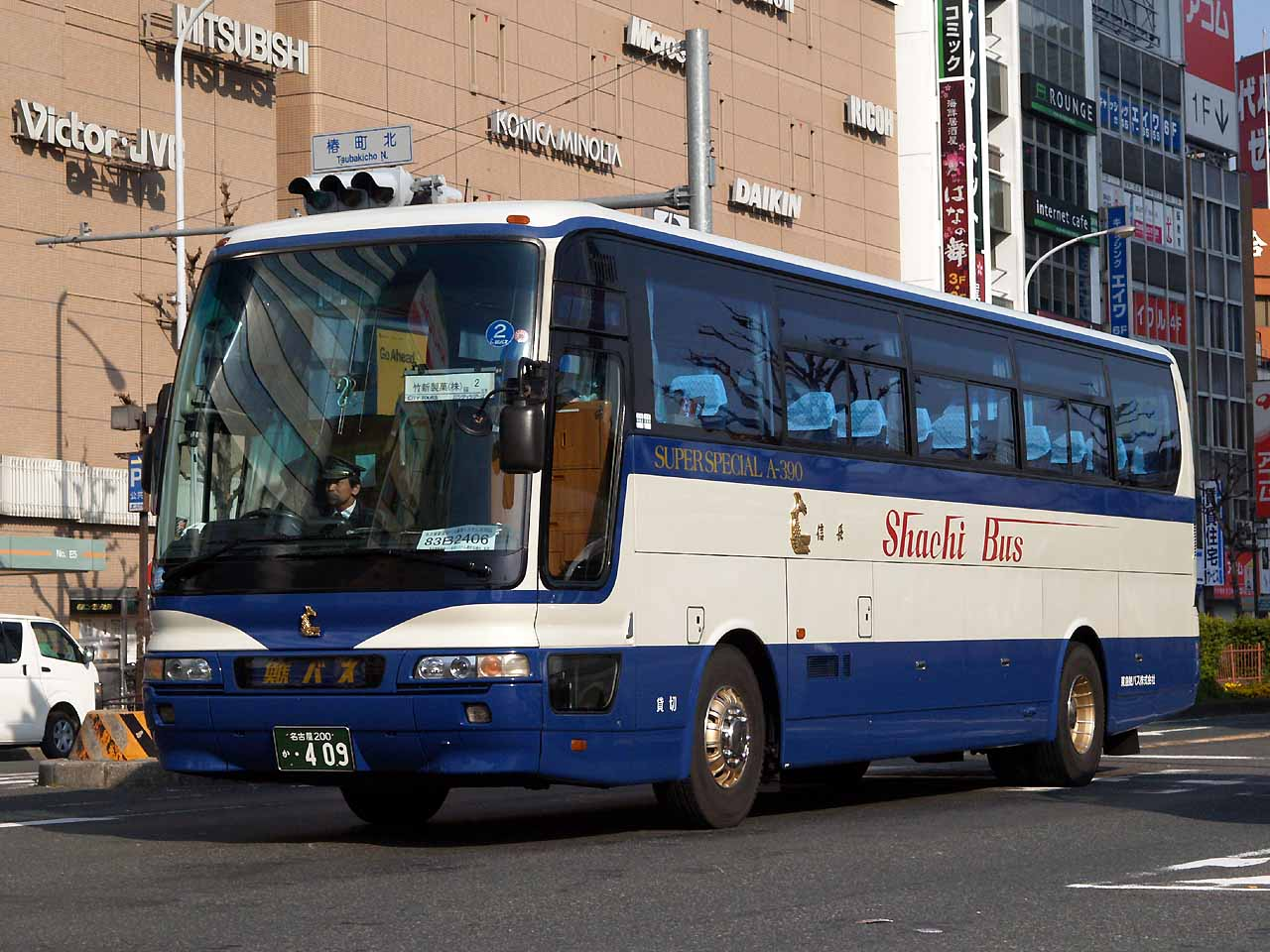
貸切車「信長」

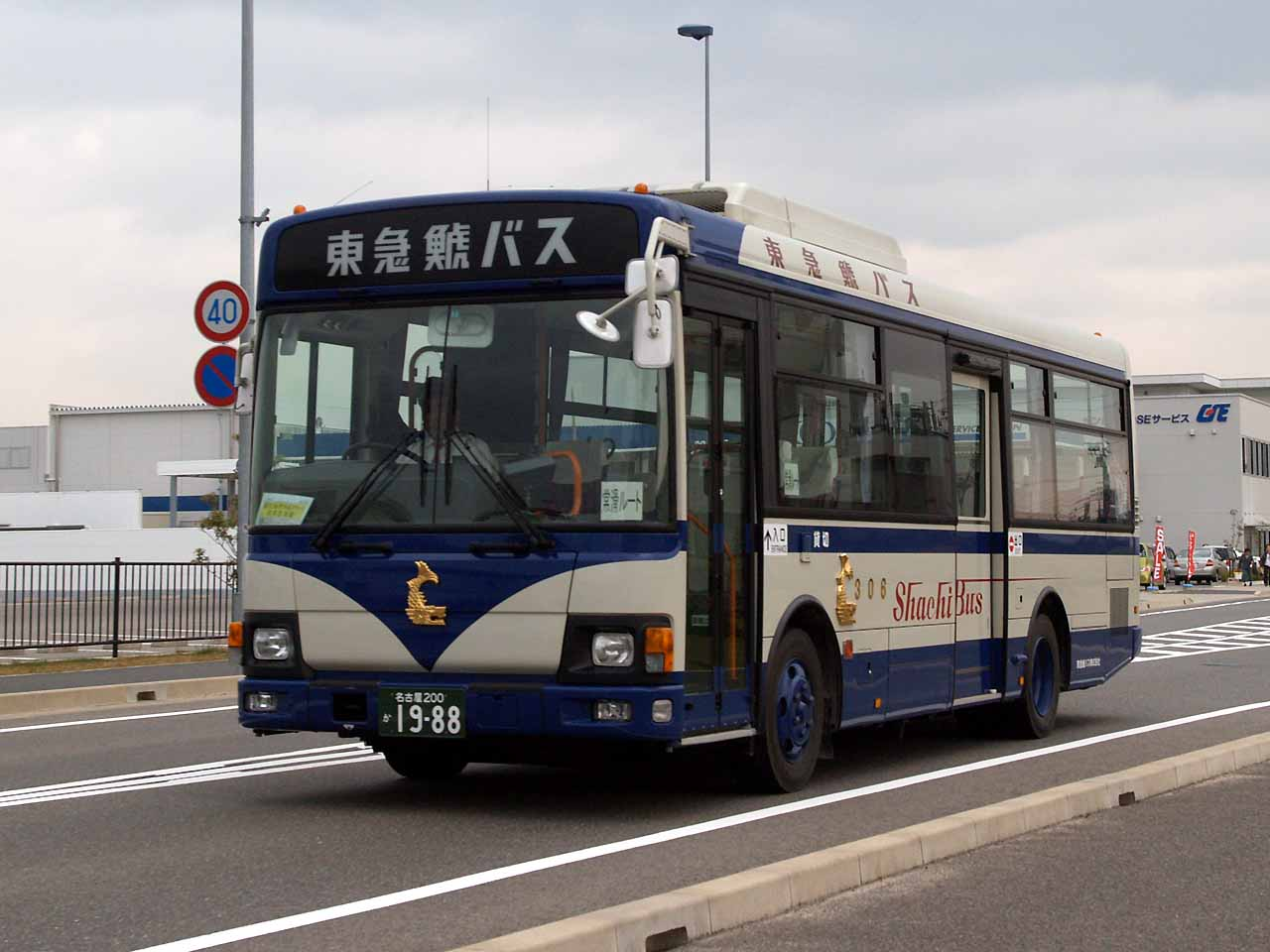
特定車（中部国際空港従業員輸送用車両）

鯱バス株式会社（しゃちバス、Shachi Bus Co., Ltd.）は、愛知県名古屋市を中心に展開するバス会社である。

## 概要
本社は愛知県名古屋市南区滝春町1番80。
2009年（平成21年）10月1日をもって、東急グループから離脱し、「東急鯱バス」より社名を変更した。

## 歴史
名古屋市内でパチンコ店やキャバレー等を経営していた山田泰吉により1953年（昭和28年）11月3日、観光バスを運営する中部観光自動車として創業した。しかし、1961年（昭和36年）10月に泰吉が東京・赤坂に「東洋最大級」と謳われたレビューキャバレー『ミカド』を開業させたものの、泰吉自身の下手な経営管理が災いし、1964年東京オリンピック開幕を待たずにミカドは破綻した（施設も閉鎖）。これに連鎖して中部観光グループも経営が行き詰まり、丁度名神高速道路・東名高速道路の全通を見据えて名古屋進出を目論んでいた東急に1965年（昭和40年）4月買収された（創業者・山田泰吉の生涯はかつて朝日放送テレビの番組「驚きももの木20世紀」で取り上げられたこともある。阿川弘之の小説「あひる飛びなさい」の主人公「横田大造」のモデルでもある）。
なお、タクシー事業（愛称：鯱タク）は昭和40年代には同業他社買収により勢力を拡大したものの、2003年（平成15年）に福岡の第一交通産業に売却され、鯱第一交通に改組されている。
2009年（平成21年）5月19日、不動産事業以外について、投資ファンドのジェイ・ウィル・パートナーズへと売却すると発表した。これにあわせて同年5月27日に新会社を設立し10月1日に株式を新会社に譲渡して東急グループから離脱。会社名を「鯱バス」に変更し、社章も東急グループ共通マークから、中部観光時代の鯱マーク（但しTSB（Tokyu Shachi Busの略）」の文字は省略）に回帰したが、一部所属車両には当時の名残が残っている車両もある。
2012年（平成24年）7月17日より、本社を愛知県名古屋市南区滝春町に移転。従来の本社は名古屋北営業所となり、旅行業の拠点となった。
2013年（平成25年）1月17日より、筆頭株主が投資ファンドのジェイ・ウィル・パートナーズから投資会社 ロータス・キャピタル・パートナーズ傘下となる。
2021年（令和3年）4月1日付で傘下のさくら交通を吸収合併し静岡さくら営業所を開設。これにより、静岡県に新拠点を構えることとなった。
2024年（令和6年）愛知県で初の大型電気自動車バスを導入する。車両はアルファバス株式会社製造。主に大同特殊鋼の社員送迎で使用されている。

## 観光バス
ツアーや申し込みに応じて大型貸切バスを運転している。愛称は創業時に吉川英治の「新書太閤記」に登場する人物からとったもので、現在にも車両1台1台に命名されている。車体塗装は地元の画伯杉本健吉、「鯱バス」「Shachi-Bus」のロゴは河野鷹思がデザインした。1970年代には当時の最新鋭航空機であったボーイング747のものと同じシートを採用したバスも走らせていた。また中部観光時代から東急時代初期には乗客へのサービスとして「バスガイドの人形」がお土産として提供されていた。
愛称は主に「太閤記」に登場する人物からネーミングされている。代替の際、新車が引き継ぐのが普通であるが、かつてはその時代の最新鋭車に合わせて改名が行われたことがあった。“太閤”“淀君”を歴代の最上級車が名乗ってきたが、現在“太閤”は欠車となっている。現状の最上級車は“関白”である。なお静岡さくら営業所の車両については静岡県にゆかりのある武将（“義元”“雪斎”）などの愛称がつけられている。
2005年日本国際博覧会（愛・地球博）の際は、名古屋空港駐車場から万博会場までの駐車場シャトルバスとして車両、乗務員の提供を行っていた。主に、三菱ふそうのエアロクィーンのスーパーハイデッカーが使用されており、他社の運行便よりもグレードの高い車両が使用されていた。

### 車両
主に三菱ふそうの車両が用いられて来たが、2010年（平成22年）に初の日野車である、日野・セレガが投入された。1960年代にいすゞBU10Pを導入していた。2019年（令和元年）に久しぶりにいすゞ車（2代目ガーラ）が導入された。

### 現在所属している車両
- 三菱ふそうエアロバス
  - 2TG-MS06GP 2023年（令和５年）導入
- 三菱ふそうエアロバス
  - QTG-MS96VP
- いすゞ車[4]（2代目ガーラ）
  - 2RG-RU1E
- 日野車[4]（2代目セレガ）
  - 2RG-RU1E

## 特定バス
日本製鉄名古屋製鉄所の従業員の出退勤・構内輸送用として運行されている。乗車するには証明書の発行とバス券を購入する必要があり、通常一般客の乗車はできない。

### 出退勤路線

#### 現在の路線
日本製鉄社宅・駅前方面
- 1系統：ターミナル（製鉄公園）行き
- 2系統：上野台社宅（愛知県東海市）行き
- 4系統：大堀（愛知県東海市）行き
- 7系統：宮津（愛知県知多郡阿久比町）行き（中央図書館前経由）
- 11系統：高横須賀（愛知県東海市）行き （太田川駅前広場経由）
- 13系統：南粕谷（愛知県知多市）行き　
  - 現在は新舞子〜南粕谷の運行が主で、早朝と終発等除いたデータイムのターミナル発の運行はない。
- 新舞子行き
  - 過去は南粕谷発着便がターミナルまで直通運行していた。廃止予定だったが社員家族や南粕谷地区住民のため新舞子折り返しで残存。

#### 廃止された路線
- ［廃止]・9系銃：太田川駅前行き
- ［廃止]・10系銃：大池（愛知県東海市）行き
- ［廃止]・12系銃：上名和（愛知県東海市）行き

※ 当初は新日鉄前駅にターミナルを設置する構想があって名鉄バスも乗り入れる予定だったが、頓挫している。

### 構内輸送
- 4：ターミナル行（製鉄所構内から製鉄公園へ向かうバスの表示）
- 5：高炉Ｃ・コークス・南部通り行
- 6：ブリキ・旧厚板行
- 7：エネルギーＣ・物流中行（平日運行）
- 9：設備・高炉Ｃ・コークス行（平日運行）
- 10：転炉Ｃ・特殊鋼行
- 特：本事務所行（平日運行）
- 構内要請延長
- 構内循環西（平日運行）
- 構内循環東（平日運行）

### 現在所属している車両
- 三菱ふそうエアロバス
  - PJ-MS86JP 主に企業輸送用に使用
- 三菱ふそうエアロバス
  - KL-MS86MP 主に企業輸送用に使用
- 日野レインボーII
  - 2004年（平成16年）導入。エアロミディが存在していた2005年（平成17年）8〜9月の万博輸送のときは、特定バスはすべてこの車両の運用となった。2008年（平成20年）ごろから、座席にシートベルトが取り付けられた。2021年（令和3年）に元特別支援学校の送迎車を移籍車で導入した。
- 日野3代目レインボー
  - 2017年（平成29年）導入。日野レインボーⅡの代替として2017年（平成29年）に導入された。鯱バス初のノンステップバスである。
- 日野ブルーリボンⅡ
  - 2022年（令和4年）導入。元スクール関係の送迎バスを移籍車で導入。大同特殊鋼知多工場の送迎をメインとして使用
- 三菱ふそうエアロスター
  - 2005年（平成17年）導入。主に東レの社員輸送運行に用いられている。かつては余剰となっていた観光型バスを用いていたが、平成17年排出ガス規制のためこちらの車種に置き換わった。

#### バスの台数
- 貸切バス：60両
- 輸送バス：27両
- 特定バス：13両
  - 2023年9月（令和5年）現在

### 過去の車両
- 三菱ふそうMR型
- 三菱ふそうMP型
- 三菱ふそうエアロミディ
  - 2005年（平成17年）度いっぱいで引退。2005年（平成17年）8〜9月は万博輸送に徹し、特定バス運用を外れた。
- 三菱ふそう初代エアロ
  - 前述した星城高校・中学校のスクールバスの置き換え前はこちらの車種が使われていた。
- 日野自動車日野 2代目レインボー（U-RJ3HGAA）
  - 元自家用で前の所有者は東急バスでNHK線で使用してから移籍してその後草軽交通に再移籍した。
- 三菱ふそうエアロミディS（AR）
  - 2008年（平成20年）導入。鯱バスの主力の三菱ふそう車の最後の導入車であり、その後は日野自動車（ジェイ・バス）製が導入される。
- 三菱ふそうエアロスター
  - 2005年（平成17年）導入。星城高校専用色車両については星城高校に売却されたが整備については現在も鯱バス整備にて行われている。

## その他バス事業
企業の従業員輸送やスクールバスの運行、イベント輸送を行っている。前者二つは、専用の車両で行われる場合が多いが、イベント輸送では特定バスや観光バスも使われることがある。

### 主なもの
- 東レ名古屋第1・2工場〜東レ東海工場〜名鉄太田川駅。
- 大同特殊鋼知多工場〜名鉄太田川駅。
- 中部国際空港JAL関連企業の社員送迎バス。
- 三菱航空機・三菱重工の社員送迎バス（飛島工場・小牧南工場）。
- 日清オイリオ名古屋工場～名鉄柴田駅の社員送迎バス
- 名古屋市中央卸売市場南部市場
- 東海市の「東海秋祭り」会場シャトルバス運行（観光バス・特定バス車両も使用）。
- 椙山女学園大学日進キャンパスへの学生輸送
- WILLER EXPRESSの運行受託。

### 過去に行っていたもの
- 豊田自動織機長草工場→河和寮。
  - 豊田自動織機等のトヨタグループは自社所有のバスでの運行がほとんどで、他社に委託するのは珍しい事例である。
- 愛知万博のシャトルバスを運行した（観光バス・特定バス車両を使用）。
- 長野オリンピックにおいても、シャトルバスの運行を行った。

### その他の事業
- 旅行業 - ツアー旅行の企画・運営。
- 自動車整備業 - 所有バスの他、一般の自家用車向けサービスも展開。
- 飲食業

## 営業所
- 本社営業所（愛知県名古屋市南区）
- 東海営業所（愛知県東海市）
- 岐阜東濃営業所（岐阜県土岐市）
- 静岡さくら営業所（静岡県袋井市）